# Tallé
Tallé är en ort i Burkina Faso.   Den ligger i provinsen Province du Yatenga och regionen Nord, i den centrala delen av landet, 190 km nordväst om huvudstaden Ouagadougou. Tallé ligger 296 meter över havet och antalet invånare är 689.
Terrängen runt Tallé är mycket platt. Runt Tallé är det ganska tätbefolkat, med 78 invånare per kvadratkilometer.. Närmaste större samhälle är Siguinoguin, 8,7 km öster om Tallé.
Trakten runt Tallé består i huvudsak av gräsmarker.